# Костино (Омская область)
Ко́стино — село в Муромцевском районе Омской области России. Административный центр Костинского сельского поселения.

## История
В 1928 году деревня Костина состояла из 78 хозяйств, основное население — русские. В административном отношении входила в состав Ново-Рождественского сельсовета Большереченского района Тарского округа Сибирского края.

## Население
| 1926 | 2010 |
| ---- | ---- |
| 432  | ↗528 |

## Улицы
| - ул. 40 лет Победы, - ул. Аллеевка, - ул. Берёзовая, - ул. Коммунальная, | - ул. Ленина, - ул. Лисина, - ул. Молодёжная, - ул. Нефтезаводская, | - ул. Новая, - ул. Первомайская, - ул. Старосельская, - ул. Юбилейная. |